# Aeroportul Yorketown
Aeroportul Yorketown (IATA: ORR, ICAO: YYOR) este un aeroport din Australia de Sud, Australia.
aeroportul dispune de o singură pistă.